# Siemens–Duewag U2

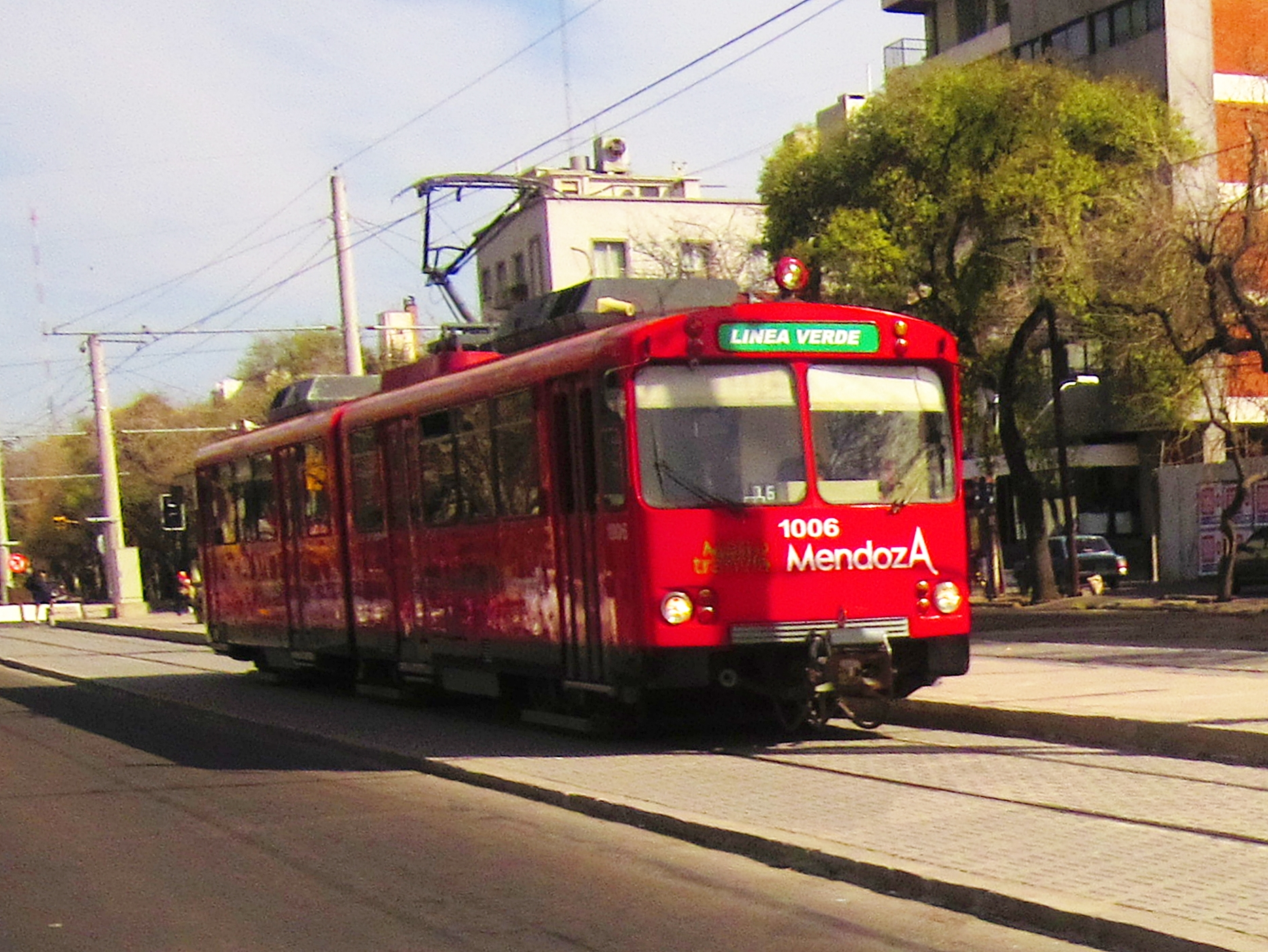
Siemens–Duewag U2 en el Metrotranvía en Mendoza, Argentina

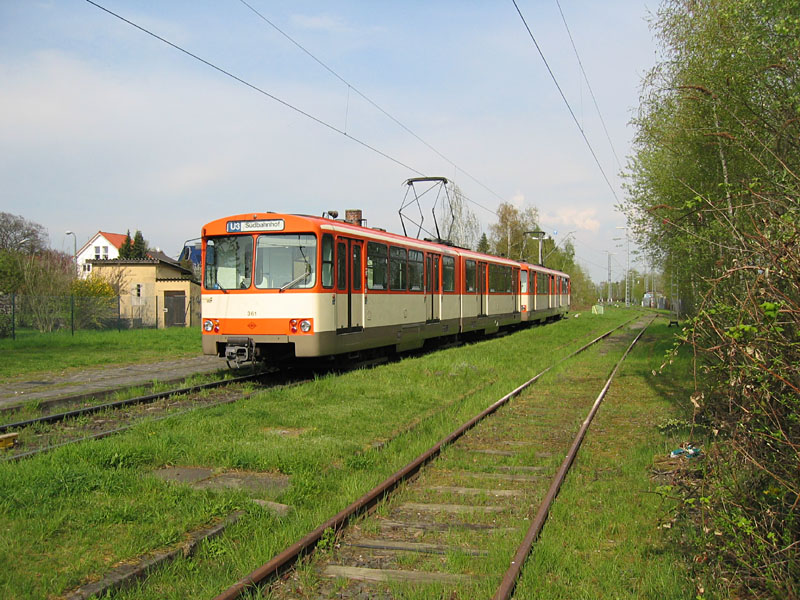
Coche Siemens-Duewag para el Metro de Fráncfort en Fráncfort, Alemania

El Siemens-Duewag U2  es un vehículo ferroviario ligero fabricado por Siemens. Los coches fueron construidos por el consorcio de Siemens, Wegmann & Co. y Duewag. El diseño de U2 fue realizado a base de un tranvía prototipo de Siemens U1 construido en 1965 (ahora se guardan en un museo del tranvía de Fráncfort).
Originalmente diseñado y utilizado por el Metro de Frankfurt (U-Bahn), el modelo de coche se adoptó para tren ligero por los sistemas de tránsito en Edmonton, Calgary, el Metrotranvía de Mendoza en Mendoza, Argentina y el Tranvía de San Diego en San Diego, California, durante una época en el que se fabricaban pocos tranvías «especialmente diseñados». Todos los coches de U2 fueron construidos entre 1968 y 1990.